# Ida Wüst
Pour les articles homonymes, voir Wüst.
Ida Wüst (née le 10 octobre 1884 à Francfort-sur-le-Main, mort le 4 octobre 1958 à Berlin) est une actrice allemande.

## Biographie
Elle découvre le monde du théâtre lorsqu'elle est enfant. Elle suit les cours de Thessa Klinghammer et obtient à 16 ans au théâtre de Colmar puis à Bromberg] et en 1904 à Leipzig[Quoi ?]. En 1907, elle intègre l'ensemble du théâtre Lessing à Berlin, où elle joue la comédie.
Elle fait la connaissance de Bruno Kastner avec qui elle écrit des scénarios en 1919 et est son époux de 1918 à 1927.
Elle commence sa carrière dans le cinéma muet, mais, quand il devient parlant, elle se tourne vers sa carrière au théâtre. Elle se produit bien moins pendant la Seconde Guerre mondiale et arrête sa carrière en 1945.
En 1946, la demande de dénazification d'Ida Wüst est rejetée, car elle a dénoncé à la Gestapo des collègues comme Eduard von Winterstein. En 1949, elle peut de nouveau jouer et interprète au cinéma et au théâtre des dames enjouées, des grands-mères et des intrigantes.
Le 4 octobre 1958, Ida Wüst meurt à la suite d'un accident vasculaire cérébral et aussi d'une pneumonie.

## Filmographie
En tant que scénariste
- 1919 : Nur ein Diener
- 1920 : Der König von Paris

En tant qu'actrice
| - 1923 : Tragödie der Liebe - 1924 : Une femme et deux maris - 1925 : Kammermusik - 1925 : O alte Burschenherrlichkeit - 1925 : Die vertauschte Braut - 1925 : Die Straße des Vergessens - 1926 : La Carrière d'une midinette - 1926 : Die dritte Eskadron - 1926 : Ledige Töchter - 1927 : Die Bräutigame der Babette - 1927 : Das Heiratsnest - 1927 : Unter Ausschluß der Öffentlichkeit - 1927 : Nostalgie - 1927 : Venus im Frack - 1927 : Im Luxuszug - 1927 : Feme - 1927 : Mein Freund Harry - 1927 : Der letzte Walzer - 1927 : L'Étudiant pauvre - 1928 : Le Crime de Vera Mirzewa - 1928 : Die Königin seines Herzens - 1928 : Großstadtjugend - 1928 : Der Raub der Sabinerinnen - 1928 : Herr Meister und Frau Meisterin - 1929 : Das brennende Herz - 1929 : Mon copain de papa (Vater und Sohn) de Géza von Bolváry - 1929 : Tagebuch einer Kokotte - 1929 : Fräulein Fähnrich - 1929 : Madame X, die Frau für diskrete Beratung - 1929 : Zwischen vierzehn und siebzehn - 1929 : Ruhiges Heim mit Küchenbenutzung - 1929 : Princesse du caviar - 1929 : Die Nacht gehört uns - 1930 : Der Walzerkönig - 1930 : Die Lindenwirtin - 1930 : Ein Burschenlied aus Heidelberg - 1930 : Drei Tage Mittelarrest - 1930 : Die Firma heiratet - 1930 : Die Scikosbaroness - 1930 : Der keusche Joseph - 1930 : Bockbierfest - 1930 : Das alte Lied - 1930 : Namensheirat - 1930 : Zweierlei Moral - 1930 : Die Marquise von Pompadour - 1931 : Man braucht kein Geld - 1931 : Wenn die Soldaten… | - 1931 : Der Stumme von Portici - 1931 : Das verlorene Paradies - 1931 : Elisabeth von Österreich - 1931 : Bombes sur Monte-Carlo - 1931 : Mon Léopold - 1931 : Der verjüngte Adolar - 1931 : Schützenfest in Schilda - 1931 : Hurrah – ein Junge! - 1931 : Schön ist die Manöverzeit - 1931 : Zwei himmelblaue Augen - 1931 : Die Nacht ohne Pause - 1931 : Zu Befehl, Herr Unteroffizier - 1932 : Le Vainqueur - 1932 : Une nuit à Vienne - 1932 : Peter Voß, der Millionendieb - 1932 : Melodie der Liebe - 1932 : Aus einer kleinen Residenz - 1932 : Das Lied einer Nacht - 1932 : Le Bal de l'ange d'or - 1932 : Zwei glückliche Tage - 1932 : Ja, treu ist die Soldatenliebe - 1932 : Das schöne Abenteuer - 1932 : Das Testament des Cornelius Gulden - 1932 : Mieter Schulze gegen alle - 1932 : Wie sag’ ich’s meinem Mann? - 1932 : Friederike - 1932 : Ich bei Tag und Du bei Nacht - 1932 : So ein Mädel vergisst man nicht - 1933 : Keinen Tag ohne Dich - 1933 : Ein Lied für Dich - 1933 : Kind, ich freu’ mich auf Dein Kommen - 1933 : Kleiner Mann – was nun? (de) - 1933 : Lachende Erben - 1933 : Les Fugitifs - 1933 : Les Contes de Mademoiselle Hoffmann - 1933 : Die Wette - 1933 : Der Zarewitsch - 1933 : Des jungen Dessauers grosse Liebe - 1934 : Un jour viendra - 1934 : Annette im Paradies - 1934 : Charleys Tante - 1934 : Frühlingsmärchen - 1934 : Freut Euch des Lebens - 1934 : Die Czardasfürstin - 1934 : Der kühne Schwimmer - 1934 : Jungfrau gegen Mönch - 1934 : Die Liebe und die erste Eisenbahn | - 1935 : Warum lügt Fräulein Käthe? - 1935 : Die blonde Carmen - 1935 : Liselotte von der Pfalz - 1935 : Kater Lampe - 1935 : Vedette hongroise - 1935 : L'Amour musicien - 1935 : Eine Seefahrt, die ist lustig - 1935 : Herbstmanöver - 1935 : Eine Nacht an der Donau - 1936 : Die lustigen Weiber - 1936 : Kater Lampe - 1936 : L'Étudiant pauvre - 1936 : Nachtwache im Paradies - 1936 : Ein Hochzeitstraum - 1936 : Der lustige Witwenball - 1937 : Heiratsinstitut Ida & Co. - 1937 : Husaren, heraus - 1937 : Fremdenheim Filoda - 1937 : Wenn Du eine Schwiegermutter hast - 1937 : Der Biberpelz (en) - 1938 : Les étoiles brillent - 1938 : Diskretion – Ehrensache - 1938 : Das Verlegenheitskind - 1938 : Kleines Bezirksgericht - 1939 : Rote Mühle - 1939 : Die kluge Schwiegermutter - 1939 : Zwei Welten - 1940 : Christine - 1940 : L'Épreuve du temps - 1941 : Sein Sohn - 1941 : Le Bijou magique - 1943 : Geliebter Schatz - 1943 : Die beiden Schwestern - 1944 : Das Gesetz der Liebe - 1945 : Die Brüder Noltenius - 1950 : Wenn Männer schwindeln - 1950 : Es begann um Mitternacht - 1951 : Eva im Frack - 1951 : Heimat, Deine Sterne - 1952 : Ich warte auf Dich - 1953 : Tante Jutta aus Kalkutta - 1954 : Les Fruits les plus doux - 1954 : Sonne über der Adria - 1955 : Die Barrings - 1955 : Die Herrin vom Sölderhof - 1956 : Mariés pour rire |

## Source de la traduction
- (de) Cet article est partiellement ou en totalité issu de l’article de Wikipédia en allemand intitulé « Ida Wüst » (voir la liste des auteurs).